# Stellan Westerdahl
Stellan Åke Westerdahl (Gotemburgo, 10 de noviembre de 1935-Gotemburgo, 27 de agosto de 2018) fue un deportista sueco que compitió en vela en la clase Star.
Participó en los Juegos Olímpicos de Múnich 1972, obteniendo una medalla de plata en la clase Star. Ganó tres medallas en el Campeonato Europeo de Star entre los años 1968 y 1972.

## Palmarés internacional
| Juegos Olímpicos   | Juegos Olímpicos    | Juegos Olímpicos  | Juegos Olímpicos |
| Año                | Lugar               | Medalla           | Clase            |
| ------------------ | ------------------- | ----------------- | ---------------- |
| 1972               | Múnich (RFA)        | Medalla de plata  | Star             |
| Campeonato Europeo |                     |                   |                  |
| Año                | Lugar               | Medalla           | Clase            |
| 1968               | Nápoles (Italia)    | Medalla de oro    | Star             |
| 1970               | Sandhamn (Suecia)   | Medalla de bronce | Star             |
| 1972               | Kungsbacka (Suecia) | Medalla de oro    | Star             |